# Hóquei sobre a grama nos Jogos Olímpicos de Verão de 1964
O torneio de hóquei sobre a grama nos Jogos Olímpicos de Verão de 1964 foi realizado em Tóquio, Japão.
Pela terceira olimpíada seguida, Paquistão e Índia decidiram o torneio de hóquei. A Índia deu o troco e revalidou o título perdido quatro anos atrás, conquistando seu sétimo ouro olímpico na modalidade.
| Ouro | Prata | Bronze |
| Índia Singh Harbinder Shankar Laxman Lal Mohinder Hari Pal-Kaushik Bandu Patil V.J. Peter Ali Sayeed Charanjit Singh Darshan Singh Dhara Singh Gurbux Singh Jagjit Singh Joginder Singh Udhum Singh Prithipal Singh | Paquistão Muhammad Afzal Anwar Ahmad Munir Ahmad Saeed Anwar Zaka Din Muhammad Asad Manzoor Atif Khursid Azam Abdul Hamid Zafar Hayat Khalid Mahmood Khizar Nawaz Tariq Niazi Motih Ullah | Austrália Mervyn Crossman Paul Dearing Raymond Evans Robin Hodder John McBryde Donald McWatters Patrick Nilan Eric Pearce Julian Pearce Desmond Piper Donald Smart Antony Waters Graham Wood |

## Primeira fase
|  | Classificados a semi-final |  | Classificados para disputa de 5º-8º (consolação) |

### Grupo A
| Equipe        | Pts | J | V | E | D | GP | GC |
| ------------- | --- | - | - | - | - | -- | -- |
| Paquistão     | 12  | 6 | 6 | 0 | 0 | 17 | 3  |
| Austrália     | 8   | 6 | 4 | 0 | 2 | 16 | 4  |
| Quênia        | 7   | 6 | 3 | 1 | 2 | 7  | 9  |
| Japão         | 6   | 6 | 3 | 0 | 3 | 6  | 6  |
| Reino Unido   | 4   | 6 | 2 | 0 | 4 | 5  | 12 |
| Rodésia       | 3   | 6 | 1 | 1 | 4 | 4  | 16 |
| Nova Zelândia | 2   | 6 | 1 | 0 | 5 | 6  | 10 |

Resultados:
- Paquistão 2-1 Austrália
- Paquistão 5-2 Quênia
- Paquistão 1-0 Japão
- Paquistão 1-0 Reino Unido
- Paquistão 6-0 Rodésia
- Paquistão 2-0 Nova Zelândia
- Quênia 1-0 Australia
- Austrália 3-1 Japão
- Austrália 7-0 Reino Unido
- Austrália 3-0 Rodésia
- Austrália 2-1 Nova Zelândia
- Japão 2-0 Quênia
- Quênia 1-0 Reino Unido
- Quênia 0-0 Rodésia
- Quênia 3-2 Nova Zelândia
- Reino Unido 1-0 Japão
- Japão 2-1 Rodésia
- Japão 1-0 Nova Zelândia
- Reino Unido 4-1 Rodésia
- Nova Zelândia 2-0 Reino Unido
- Rodésia 2-1 Nova Zelândia

### Grupo B
| Equipe             | Pts | J | V | E | D | GP | GC |
| ------------------ | --- | - | - | - | - | -- | -- |
| Índia              | 12  | 7 | 5 | 2 | 0 | 18 | 4  |
| Espanha            | 11  | 7 | 4 | 3 | 0 | 16 | 3  |
| Alemanha Unificada | 9   | 7 | 2 | 5 | 0 | 9  | 4  |
| Países Baixos      | 9   | 7 | 4 | 1 | 2 | 20 | 4  |
| Malásia            | 6   | 7 | 2 | 2 | 3 | 11 | 13 |
| Bélgica            | 6   | 7 | 2 | 2 | 3 | 10 | 13 |
| Canadá             | 2   | 7 | 1 | 0 | 6 | 5  | 25 |
| Hong Kong          | 1   | 7 | 0 | 1 | 6 | 3  | 26 |

Resultados:
- Índia 1-1 Espanha
- Índia 1-1 Alemanha Unificada
- Índia 2-1 Países Baixos
- Índia 3-1 Malásia
- Índia 2-0 Bélgica
- Índia 3-0 Canadá
- Índia 6-0 Hong Kong
- Espanha 1-1 Alemanha Unificada
- Espanha 1-1 Países Baixos
- Espanha 3-0 Malásia
- Espanha 3-0 Bélgica
- Espanha 3-0 Canadá
- Espanha 4-0 Hong Kong
- Alemanha Unificada 1-0 Países Baixos
- Alemanha Unificada 0-0 Malásia
- Alemanha Unificada 0-0 Bélgica
- Alemanha Unificada 5-1 Canadá
- Alemanha Unificada 1-1 Hong Kong
- Países Baixos 2-0 Malásia
- Países Baixos 4-0 Bélgica
- Países Baixos 5-0 Canadá
- Países Baixos 7-0 Hong Kong
- Malásia 3-3 Bélgica
- Malásia 3-1 Canadá
- Malásia 4-1 Hong Kong
- Bélgica 5-1 Canadá
- Bélgica 2-0 Hong Kong
- Canadá 2-1 Hong Kong

## Consolação
| Quênia             | 3–1 | Países Baixos |
| Alemanha Unificada | 5–1 | Japão         |

## Semifinal
| Paquistão | 3–0 | Espanha   |
| Índia     | 3–1 | Austrália |

## Disputa de 5º lugar
| Alemanha Unificada | 3–0 | Quênia |

## Disputa pelo bronze
| Austrália | 3–2 | Espanha |

## Final
| Índia | 1–0 | Paquistão |

## Classificação final
| Ouro   | Índia              |
| Prata  | Paquistão          |
| Bronze | Austrália          |
| 4.     | Espanha            |
| 5.     | Alemanha Unificada |
| 6.     | Quênia             |
| 7.     | Japão              |
| 7.     | Países Baixos      |
| 9.     | Reino Unido        |
| 9.     | Malásia            |
| 11.    | Bélgica            |
| 11.    | Rodésia            |
| 13.    | Canadá             |
| 13.    | Nova Zelândia      |
| 15.    | Hong Kong          |